# Барретт Блэйд
Барретт Блэйд (англ. Barrett Blade, настоящее имя — Рассел А. Барретт (англ. Russell A. Barrett), род. 11 августа 1973 года) — американский порноактёр и режиссёр, лауреат AVN Awards, член зала славы AVN.

## Карьера

### Фильмы для взрослых
Дебютировал в порноиндустрии в 1998 году с помощью своей девушки. Барретт был в отношениях с порноактрисой Девон, и она снималась вместе с ним. Позже, уже после расставания с ней, кроме актёрской игры Блэйд решил также заняться режиссурой.

### Музыка
Был автором музыки и басистом в группе Dial 7. У группы был контракт с Warner Bros. Records.

## Личная жизнь
9 октября 2004 года заключил брак с порноактрисой Кирстен Прайс, но в 2006 году пара развелась.

## Премии и номинации
- 2004 AVN Award номинация — лучший актёр в видео
- 2004 AVN Award номинация — лучший новичок[4]
- 2005 AVN Award победа — лучшая сцена втроём в видео (Erotic Stories: Lovers & Cheaters)[5]
- 2007 AVN Award номинация — Best Sex Scene Coupling in a Film[6]
- 2008 AVN Award победа — лучший актёр второго плана (видео) — Coming Home[7]
- 2009 AVN Award номинация — лучший актёр — The Wicked[8]
- 2013 зал славы NightMoves[9]
- 2014 зал славы AVN[10]